# 쿨라 캉그리
쿨라캉리는 동히말라야에 있는 산으로, 높이가 7,538 미터 (24,731 ft)이며, 지구에서 45번째로 높은 산이자 히말라야의 울트라 산 중 하나이다.
중국과 일본 당국은 인근의 강카르 푼섬이 더 높다고 주장하며, 쿨라캉리가 부탄 내에 있거나 부탄과 국경을 접하고 있다는 주장은 논란이 되고 있다. 부탄은 1980년대에 쿨라캉리에 대한 영유권 주장을 포기했다.

## 봉우리
현재 합의된 높이는 7,538 m (24,731 ft)이다. 이전에는 7,554 m (24,783 ft)로 알려졌으나, 2011년까지는 다른 출처에서 현재 높이가 사용되었다. 동쪽으로 2.5 km (1.6 mi) 이내에 7,418 m (24,337 ft)와 7,381 m (24,216 ft) 높이의 중앙 및 동쪽 봉우리가 있다.

## 등반 역사
첫 등정은 1986년에 일본인 25명과 중국인 17명으로 구성된 일본-중국 연합팀에 의해 이루어졌다.

## 같이 보기
- 최고 고도순 나라 목록
- 지구상에서 가장 높은 산 목록
- 히말라야의 울트라 산 목록